# Карло Сіліпо
Карло Сіліпо (італ. Carlo Silipo, 10 вересня 1971) — італійський ватерполіст.
Олімпійський чемпіон 1992 року, призер 1996 року, учасник 2004 року.
Призер Чемпіонату світу з водних видів спорту 2003 року.